# 土居光知
土居 光知（どい こうち、1886年8月29日 - 1979年11月26日）は、日本の英文学者、古典学者。

## 経歴
1886年、高知県長岡郡十市村（現・南国市）生まれ。第三高等学校を経て、1910年東京帝国大学英文科卒業。イギリス、フランス、イタリアに留学。
立正大学教員、東京女子大学教授、東京高等師範学校教授を経て、1924年に東北帝国大学教授となった。1948年、東北大学を退職。その後は津田塾大学教授をつとめた。日本英文学会会長。1949年に日本学士院会員に選出された。

## 研究内容・業績
英文学
専攻は英国浪漫主義で、著作は『土居光知著作集』(全5巻)にまとめられている。ジェイムズ・ジョイス、D・H・ロレンス、オルダス・ハクスリーを日本に紹介した。文化人類学、比較神話学を学び、古代文芸、東西比較文学などの視点を交えて考察しており、その『文学序説』は当時文学研究者の必読書であった。他に『古代伝説と文学』がある。
仙台ユネスコ協力会
1947年7月19日に産声を上げた、世界で最初の民間ユネスコ運動「仙台ユネスコ協力会」の創始者の一人。当時のUNESCO（パリ本部）の事務局長あてに起草したメッセージは、日本の民間ユネスコ運動を世界に伝える第一報となったが、その手紙は戦後の窮乏生活のため、土居宅にあった障子紙に書かれていた。今日、世界118カ国で5000を超えるユネスコ協会やユネスコクラブが活動を続けており、仙台が民間ユネスコ運動発祥の地であることを記念して、モロッコのカサブランカには「センダイ・パーク」という名の公園が残されている。

## 著作
著書
- 『文學序説』岩波書店, 1922
- 『基礎日本語』六星館, 1933
- 『英文學の感覚』岩波書店, 1935
- 『日本語の姿』改造社, 1943
- 『ウェルズと世界主義』生活社, 1946
- 『文学序説 再訂版』岩波書店, 1953、改版 1978、復刊 1993
- 『日本音声の実験的研究』岩波書店, 1955
- 『古代伝説と文学』岩波書店, 1960
- 『文学の伝統と交流』岩波書店, 1964、復刊 1995
- 『言葉と音律』研究社出版, 1970
- 『神話・伝説の研究』岩波書店, 1973、復刊 2002
- 『文芸その折り折り』荒竹出版, 1973
- 『土居光知 工藤好美氏宛書簡集』風呂本武敏編、溪水社, 1998

『土居光知著作集』全5巻 岩波書店, 1977
1. 『英文学の感覚』
2. 『古代伝説と文学』
3. 『文学と伝説の伝播・交流』
4. 『言葉とリズム』
5. 『文学序説』

共著
- 『岩波 英和辞典』島村盛助・田中菊雄共編、岩波書店, 1936、増補版1951、のち改版
- 『ロレンス』村岡勇と共著、研究社出版, 1954
- 『無意識の世界』工藤好美と共著、研究社出版, 1966
- 『東西文化の流れ　土居光知対話集』研究社出版, 1973

翻訳
- 『ブレイク詩選』新月社, 1948
  - 『ブレイク詩集 無心の歌、経験の歌、天国と地獄との結婚』平凡社ライブラリー, 1995
- シェイクスピア『夏の夜の夢』岩波文庫, 1949、復刊1983ほか

記念論文集
- 『英文学試論』土居光知先生喜寿記念論文集編集委員会、研究社出版, 1964

## 資料
- ポートレート(東北大学五十年史編纂室収集写真より)
- 「土居光知先生の事ども」鈴木善三『試論』51, 東北大学大学院文学研究科英文学研究室, 2016年, 41-58頁.PDF
- 「東北大学文学部の歴代研究者メモリアル(9)英語と日本語の言語の可視映像化にも取り組んだ英文学・比較文学研究者 土居光知博士」『考えるということ:東北大学文学部ブックレット』9, 2014年, 13-16頁.